# ハンガリーの聖マルガリタ
ハンガリーの聖マルガリタ（ラテン語: Sancta Margarita Hungariae）、ハンガリー語名マルギト（Szent Margit, 1242年1月27日 - 1270年1月18日）は、カトリックの聖人。ハンガリー王国アールパード朝の王女。ハンガリー国王ベーラ4世とマリア・ラスカリナ王妃の第9子である。叔母にカトリック・聖公会・ルーテル教会の聖人であるエルジェーベト（エリザベト）がいる。

## 生涯
クロアチア王国・クリスの要塞にて、10人兄弟の9番目の娘として生まれる。モンゴル帝国のハンガリーへの侵攻による政情不安のため、両親はブダペストのドミニコ会修道院に4歳のマルギトを預けた。マルギトは12歳になると修道女になることを決意し、ボヘミア王オタカル2世からの結婚の申し込みを始め、全ての縁談を断り、修道女としてのつましい暮らしを望んだ。
マルギトは四旬節の間はほとんど何も食べず、眠らずに過ごしたという。また自ら進んで汚い仕事を行った。28歳にて死去した。マルギトが王女であった頃使えていた召使いのアグネスは、「王女でありながら、私たちより謙遜な方であった」と語った。

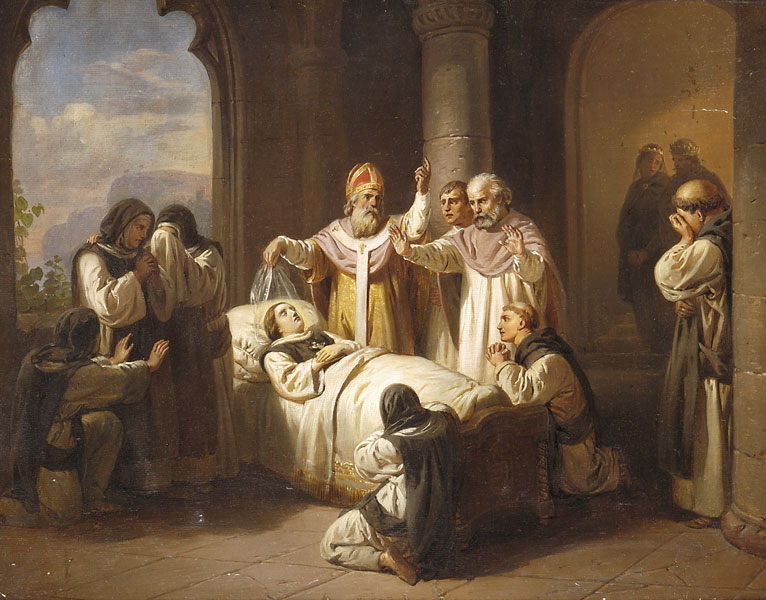
『聖マルガリタの死』
（ヨージェフ・モルナール画）

マルギトは1943年11月19日、教皇ピウス12世によって列聖された。カトリックでの祝日は1月18日である。絵画では通常、手に本と白い百合の花を持った姿で描かれる。
遺物の一部はハンガリーのエステルゴム、パンノンハルマ、ジェールに保存されている。

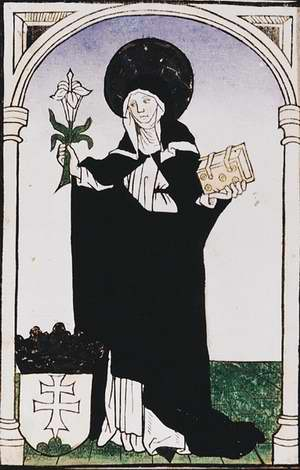
白い百合と本を持つ聖マルガリタ
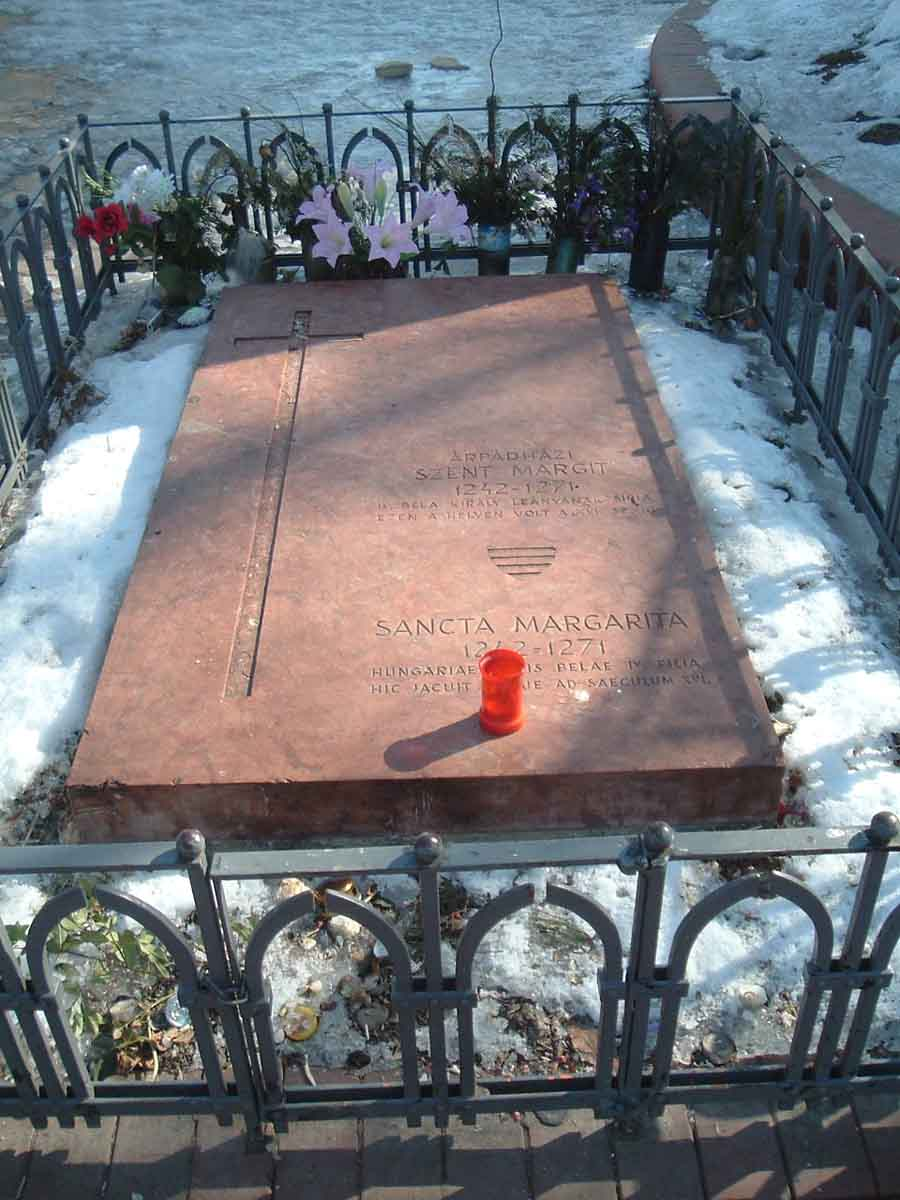
聖マルガリタの墓（ブダペスト・マルギト島のドミニコ会修道院にて）